# Barraca XXXI (Aiguamúrcia)
La Barraca XXXI és una obra d'Aiguamúrcia (Alt Camp) inclosa a l'Inventari del Patrimoni Arquitectònic de Catalunya.

## Descripció
És una gran construcció amb cúpula de "casella" i planta composta distribuïda en "L". Les façanes principals tenen una alçada de 3m acabades amb unes cornises horitzontals.
L'estança principal està orientada a l'ESE i s'hi accedeix per un portal acabat amb un arc pla. A l'interior hi tenim un estable en un espai guanyat a la paret. Un acisterna coberta i un parell de "calaixos". L'estança és circular amb un diàmetre de 4'225 m. Està coberta amb falsa cúpula i tanca amb una llosa a una alçada de 4'20m.
L'annexe és una estable amb la menjadora i una pica per l'aigua. Les seves dimensions interiors són les d'una planta rectangular 2'95m d'amplada per 1'60m de fondària. Està coberta amb una falsa cúpula que tanca amb una llosa a una alçada de 2'65m.
La construcció està envoltada per una gran pila de pedra sobrera que forma autèntiques terrasses al seu voltants. Per cedir-hi disposa d'unes escales. Al dessota d'aquesta ingent quantitat de pedra hi descobrirem un aljub o cossiol amb una profunditat de 1'80m amb una amplada de 1'30m.